# تسنيم السلطان
تسنيم السلطان (مواليد 10 أكتوبر 1985) مصورة فوتوغرافية سعودية أمريكية. وهي معروفة بشكل خاص بعملها في قضايا النوع الاجتماعي والقضايا الاجتماعية في المملكة العربية السعودية وهي عضو في التصوير الجماعي النسائي في راوية الشرق الأوسط. قامت بتغطية قصص في المملكة العربية السعودية لكل من مجلة فوغ إيطاليا و فانيتي فير إيطاليا، وقد ظهرت بنفسها في منشورات مثل New York Times Lens Blog 

## النشأة والمهنية
ولدت تسنيم في مدينة توكسون بولاية أريزونا، ولكنها أكملت غالبية التعليم المبكر في المملكة المتحدة. ثم عادت إلى المملكة العربية السعودية في سن السادسة عشرة وحصلت على شهادتها الجامعية الأولى في جامعة الملك عبد العزيز بجدة. وهي حاصلة أيضًا على درجة الماجستير في اللغويات الاجتماعية والأنثروبولوجيا من جامعة بورتلاند الحكومية بعد التخرج، درست دورات اللغة الإنجليزية في الكليات في كل من الولايات المتحدة والمملكة العربية السعودية حتى تناولت التصوير الوثائقي بدوام كامل. يستكشف واحد من أكثر مشاريعها شعبية، " حكايات الحب السعودية "، حقائق الزواج والطلاق والترمل في المملكة العربية السعودية من خلال عيون النساء السعوديات.  ذكرت تسنيم السلطان أن المشروع تأثر جزئياً بتجربتها الشخصية مع الزواج المدبر في سن 17، والذي انتهى به المطاف في الطلاق.
لدى تسنيم السلطان أيضًا شركة تصوير شخصية حيث تقوم بتصوير حفلات الزفاف السعودية في عام 2016، قامت ناشيونال جيوغرافيك بتصوير حفل زفافها، حيث ذكرت أنها التقطت أكثر من 120 حفل زفاف في جميع أنحاء العالم في أبريل 2016، تم اختيار تسنيم من قبل المجلة البريطانية للتصوير كأحد المصورين ال 16 الذين تمت متابعتهم في عام 2016، وتم اختيارهم لاحقًا من قبل PDN كأحد المصورين الثلاثين الذين تمت متابعتهم في عام 2017.  قامت مؤخرًا بتوسيع تصويرها الوثائقي الاجتماعي إلى الكويت، حيث تعمل حاليًا في مشروع يركز على التقاط التحديات الفريدة التي تواجه أفراد LGBTQ في البلاد.

## المعارض
2017 
- «حكايات الحب السعودية» تفوز بالجائزة الأولى في «القضايا المهنية» المعاصرة في جوائز سوني العالمية للتصوير الفوتوغرافي وعرضت في سومرست هاوس، لندن
- تصوير الأنثى، مهرجان فوكاس فوتو، مجمع صن ميل ستوديوز لوار باريل، مومباي، الهند
- «حكايات الحب السعودية» Gulf Photo Plus ، الإمارات العربية المتحدة
- Rawiya Photo Collective: 'نحن لا نختار ديكتاتوريينا' ، فورت وورث للفنون المعاصرة، تكساس، الولايات المتحدة الأمريكية
- الشرق الأوسط الآن، فلورنسا، إيطاليا
- مجموعة صور Rawiya: «نحن لا نختار ديكتاتورييننا»، الفتحة، نيويورك، الولايات المتحدة الأمريكية
- صورة لا كواتريمي، باريس، فرنسا

2016 
- «حكايات الحب السعودية» صور مهرجان كاتماندو 2016، الهند
- أين نحن الآن؟، عرض الجناح الشرقي في باريس Photo 2016
- مهرجان تبليسي للتصوير، جورجيا
- عرض الشرائح في Visa Pour L'Image